# Katame waza
Katame waza (固め技) é o conjunto de técnicas de artes marciais japonesas que têm por escopo submeter o oponente a controle completo por meio da aplicação de golpes/técnicas sobre as articulações e o sistema circulatório do corpo.

## Aiquidô
Em aiquidô as katame waza são condensadas em cinco principais técnicas, ou princípios:[a]
- ikkyo (一教)
- nikkyo (二教)
- sankkyo (三教)
- yonkkyo (四教)
- gokkyo (五教){

Para designar estas técnicas seus outros nomes são menos usados:
- ude osae (腕抑)
- kotê mawashi (小手回)
- kotê hineri (小手捻)
- tekubi osae (手首抑)
- ude nobashi (腕延)

## Judô
As técnicas de submissão, no judô, compõem o kata katame-no-kata (固の形) e estão divididas em três subgrupos: imobilizações, torções e estrangulamentos.

### Osaekomi waza
(em japonês:  固技)
As técnicas de imobilização são:
- kesa-gatame
- Makura-kesa-gatame
- Tate-shiho-gatame
- Kami-shiho-gatame
- Kata-gatame
- Ushiro-kesa-gatame
- Yoko-shiho-gatame
- Kuzure-kesa-gatame
- Kuzure-yoko-shiho-gatame
- Ushiro-yoko-shiho-gatame

### Kansetsu waza
(em japonês:  及關節技)
- Ude - juji - gatame
- Ude- ude -garame
- Ude - ude - gatame
- Waki - gatame
- Hiza - gatame
- Sankaku - gatame

### Shime waza
(em japonês:  絞技)
- Hadaka-jime
- Kataha-jime
- Nami-juji-jime
- Okuri-eri-jime
- Kata-juji-jime
- Sucomi-jime
- Egiri-jime
- Sankaku-jime
- Gyaku-juji-jime

## Caratê
No caratê as técnicas de imobilização não possuem muita ênfase, dependendo do estilo, haja vista ser uma arte marcial mais focada nas técnicas contundentes (ate waza, atemi waza). Todavia, há estilo nos quais se estuda, como:
- Wado-ryu[8][9]
- Shito-ryu